# おひさま (雑誌)
『おひさま』は、小学館がかつて発行していた幼児雑誌。
1994年に『幼稚園』の増刊号として創刊され、1995年に独立創刊された。なお、1974年から1976年まで『小学館の幼児えほん→小学館の幼児絵本→幼児の知能絵本』から改題したうえで同名の誌名で発行していた時期もあった。

## 概要
親から子への読み聞かせを奨励し、内容も読み聞かせに特化したものとなっていた。
「おひさま大賞」を主催し、新人によるオリジナルで未発表の絵本・童話作品を募集していた。第12回の審査員は角野栄子、荒井良二、有賀忍、寮美千子が担当した。
また、公式サイトの一コーナー「にこにこげきじょう」では、著名な声優による、おひさまに掲載された作品の読み聞かせを観賞できた。
独立創刊当初は月刊で、2010年に隔月刊化され、2018年1月15日発売の同年2・3月号を以って休刊した。

## 連載された作品
- ファンファン・ファーマシィー（作：柏葉幸子、絵：荒木慎司）1995年4月号 - 1999年5月号[5]
- スージーちゃんとマービー（さべあのま）1995年4月号 - 2002年2月号[6]
- アコちゃんシリーズ（作：角野栄子、絵：黒井健）1995年4月号 - 2003年3月号
- へんてこライオン（長新太）1995年4月号 - 2004年3月号[7]
- ちびねこ（大島弓子）1995年4月号 - 2006年12月号
- ミラクルクレヨンのクレヨンまる（有賀忍）1996年1月号 - 2010年6・7月号[8]
- はれときどきこぶた（矢玉四郎）1997年10月号 - 1998年3月号
- センシュちゃんとウオットちゃん（工藤ノリコ）2000年1月号 - 2015年2・3月号
- フンガくん（国松エリカ）2001年1月号 - 2017年8・9月号
- やったねコリンくん（作：ジェーン・カブレラ、訳：くどうなおこ）2002年4月号 - 2006年12月号
- こねこのきょうだい グルグルとゴロゴロ（江川智穂）2003年4月号 - 2010年12・2011年1月号
- いいないいなこのおうち（軽部武宏）2003年10月号 - 2010年12・2011年1月号
- くいしんぼうのぱくちゃんのおはなし ぱくっ（せきゆうこ）2004年4月号 - 2017年2・3月号
- くろくまくん（松澤由佳）2005年4月号 - 2010年2月号
- パンやのろくちゃん（長谷川義史）2005年9月号 - 2017年4・5月号
- ブーブーのりもくん（軽部武宏）2007年1月号 - 2008年7月号
- チェブラーシカ（作：エドゥアルド・ウスペンスキー、文：やまちかずひろ）2007年8月号 - 2018年2・3月号
- つぎのかたどうぞ（飯野和好）2010年4・5月号 - 2013年2・3月号